# سیارک ۲۵۶۰۸
سیارک ۲۵۶۰۸ (به انگلیسی: 25608 Hincapie، نامگذاری:2000AY10)۲۵۶۰۸مین سیارک کشف شده‌است که در ۰۳ ژانویه ۲۰۰۰ کشف شد.